# Paniònion
El Paniònion (grec antic: Πανιώνιον, Paniṓnion) era el santuari central i punt de concentració de la Lliga Jònica. Era dedicat a Posidó Heliconi, i es trobava al mont Mícale, a la costa oest de l'Àsia Menor (actual Turquia, la província d'Esmirna).

## Història

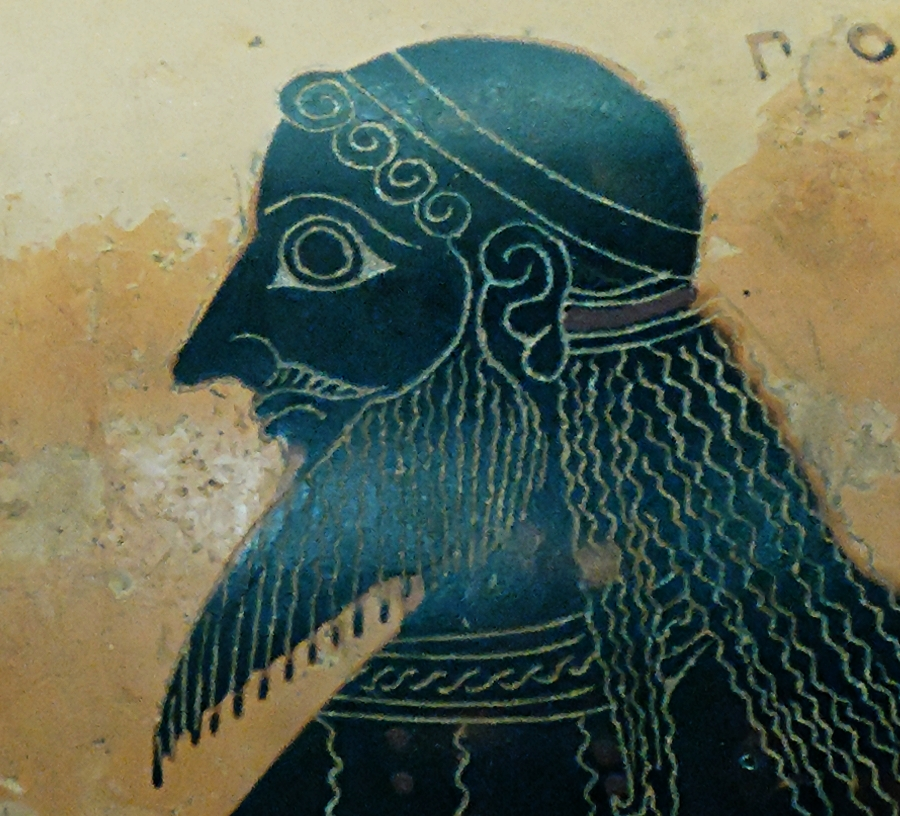
Cap de Posidó, detall d'una escena amb Atena i Posidó. Cara B d'una àmfora àtica de figures negres, ca., de Volci, signada pel pintor d'Àmasis

Aquesta lliga degué estar formada, ja al segle viii, per dotze ciutats jòniques: Milet, Miünt, Priene, Colofó, Lèbedos, Teos, Clazòmenes, Èritres, Focea i les illes de Quios i Samos. A aquests membres originaris s'uní més tard Esmirna, una antiga colònia eòlica ulteriorment ocupada pels jonis de Colofó. Això succeí abans de l'època d'Heròdot (segle v aC), però s'ignora exactament quan.
Els jonis emigraren cap al segle x aC de la Grècia continental a Àsia Menor, i hi fundaren un nombre apreciable de polis importants, convertides en ports, centres comercials, i metròpolis de nombroses colònies, i així aconseguiren prosperitat i influència política. Al territori dels habitants originaris, els caris, a meitat del segle vii aC, iniciaren una guerra per la possessió de la ciutat de Mèlia. La ciutat fou destruïda, però els jonis continuaren el culte del veïnatge, a la muntanya Mícale, a 100 km al sud d'Esmirna.
Homer cita en la Ilíada, que dalt del cim ventós del Mícale, el culte a Posidó Heliconi consistia en sacrificis de toros. El toro, després del cavall, era un dels animals preferits de Posidó.
I fou al santuari cari on les ciutats de la Lliga Jònica erigiren el seu santuari, el Paniònion. Totes les cerimònies sagrades i les discussions dels ambaixadors de les ciutats jòniques, tenien lloc en aquest recinte.

Heròdot el defineix així:
| « | El Paniònion és un terreny sagrat a la cara nord del Mícale, consagrat a Posidó Heliconi, per voluntat col·lectiva dels jonis al cap Mícale situat a l'oest, davant l'illa de Samos. Els jonis venien de les seues ciutats i s'aplegaven allí. Celebraven un festival anomenat Panionies (plural de Panionis). | » |

El santuari estava sota la custòdia de la ciutat jònica de Priene, una de les dotze ciutats de la Lliga Jònica. Priene era a 15 km de la cara oposada de la muntanya Mícale. Els seus habitants tenien cura del santuari i en presidien els sacrificis i rituals sagrats.
El Paniònion era el lloc del festival religiós i dels jocs jònics, una panegiris o assemblea del poble, anomenats Paniònies. Sota la dominació de l'Imperi Aquemènida, les activitats del Paniònion foren restringides. Tucídides relata que a la fi del segle v aC els jonis celebraven el seu festival a Efes (les Efèsies).
Diodor de Sicília escriu que els jonis havien estat obligats a traslladar les Paniònies del Paniònion a Efes, a causa dels combats dels voltants.
Durant el regnat d'Alexandre el Gran, els jocs i el festival retornaren al Paniònion; també sota la dominació romana, però sense recuperar l'antiga esplendor.

## Situació
La situació del Paniònion, la donen diversos autors. Per exemple, Heròdot diu que «és a la façana nord de la muntanya Mícale», i Estrabó que és després de l'estret de Samos, prop de la muntanya Mícale, «en direcció a Efes... a tres estadis de la mar». Però la posició exacta és encara controvertida.

### Identificació
Una possible indicació de la posició del Paniònion fou el descobriment d'una inscripció en aquesta zona al 1673. Theodor Wiegand descobrí un jaciment arqueològic a la fi del segle xix, que fou excavat al 1958 per Kleiner, Hommel i Müller-Wiener. Està situat a 17 km al sud de Kuşadası, prop de Güzelçamli, sobre el pendent nord de la muntanya Mícale, al cim del pujol baix, actualment denominat Otomatik Tepe (pujol de la metralladora), enfront de la mar.
El jaciment de Wiegand ha estat molt de temps identificat com el Paniònion. Estava voltat per un mur, del qual es pot veure un dels tres fonaments, amb l'entrada a l'oest. A l'àrea central, hi ha una pedra rectangular de 17,5 m per 4,25 m, que s'ha suposat que era l'altar de Posidó, datat de la fi del s. VI ae. Al peu del turó, a 50 m al sud-oest de l'altar, hi ha un petit teatre o odèon de 32 m de diàmetre: té 11 files de seients tallats a la roca, i se suposa que era el saló del Consell per a les reunions de la Lliga Jònica. Data del s. IV ae, quan la Lliga i les Panionies ressorgiren. Entre el santuari i la sala del Consell hi ha una gran excavació, l'ús de la qual és desconegut. Fonts antigues esmenten sacrificis, però ni el temple ni cap altra construcció hi han estat trobats.
Ara bé, des de 1900, el filòleg alemany Ulrich von Wilamowitz-Moellendorff indicà que el Paniònion hauria d'estar en connexió directa amb les restes carios més antics.
El 2004, l'arqueòleg alemany Hans Lohmann, de la Universitat de Bochum, en estudiar la península de la muntanya Mícale, hi descobrí un altre jaciment arqueològic, a 750 m d'altitud a la muntanya. Lohmann suposa que aquest jaciment, coronant la major part de Jònia, ha de ser identificat amb el Paniònion per la simple raó que es correspon millor amb les fonts escrites.
L'equip de Lohmann trobà les ruïnes d'un llogaret cari muntanyenc fortificat. S'hi trobaren també els fonaments i els murs molt ruïnosos d'un temple més recent d'ordre jònic del s. VI ae. La seua longitud de 30 m indica que era un hecatompedon, és a dir, un temple de cent peus. Les primeres recerques mostren que se'n construí cap al 540 ae, i que més tard, probablement durant la invasió dels perses, fou destruït i incendiat.
El descobriment d'aquest lloc permeté un esclariment de les restes trobades prop de la ciutat de Güzelçamlı, i durant molt de temps interpretades com el Paniònion. Segons Diodor, volgueren traslladar el santuari a l'interior. Lohmann pogué confirmar aquesta indicació, però el temple i l'altar mai s'acabaren. El pla de restaurar el jonisme cap als segle iv iii aC fou, pel que sembla, abandonat.
L'estiu de 2005, el temple s'excavà més a fons en col·laboració amb el Museu d'Aydın, en fase d'excavació conservatòria: el vandalisme dels excavadors obligà a posar-ne a resguard ràpidament les restes.